# تسارع زاوي
التسارع الزاوي هو معدل التغير في السرعة الزاوية بالنسبة للزمن. بوحدات SI يقاس التسارع الزاوي براديان\ثانية مربعة (rad/s2)، ويرمز له عادة بالحرف اليوناني ألفا (α).

## تعريف رياضي
يمكن تعريف التسارع الزاوي بالعلاقة:
{\displaystyle {\alpha }={\frac {d{\omega }}{dt}}={\frac {d^{2}{\theta }}{dt^{2}}}}، أو
{\displaystyle {\alpha }={\frac {\mathbf {a} _{T}}{r}}}،
حيث {\displaystyle {\omega }} السرعة الزاوية, {\displaystyle \mathbf {a} _{T}} التسارع المماسي الخطي, و r هو نصف قطر الانحناء.

## معادلات الحركة
بالنسبة لحركة الدورانية يمكن تعديل قانون نيوتن للحركة لوصف العلاقة بين العزم والتسارع الزاوي:
{\displaystyle {\tau }=I\ {\alpha }}، حيث {\displaystyle {\tau }} العزم الكلي المبذول على جسم، و{\displaystyle I} هي كتلة الجسم عزم العطالة.

### تسارع ثابت
في حال قيم ثابتة للعزم, {\displaystyle {\tau }}, لجسم, يكون التسارع الزاوي ثابت أيضا. بالنسبة لهذه الحالة الخاصة من التسارع الزاوي, سوف تنتج المعادلة السابقة قيمة ثابتة معرفة للتسارع الزاوي:
{\displaystyle {\alpha }={\frac {\tau }{I}}.}

### تسارع غير ثابت
عند تغير العزم، يتغير التسارع الزاوي أيضا بالنسبة للزمن. تصبح المعادلة معادلة تفاضلية بدلا من قيمة ثابتة، يعرف التسارع الزاوي لجسم على أنه معادلة الحركة للمنظومة ويمكنه وصف حركة الجسم كلياً. كما أنه يعتبر أيضًا الطريقة الأمثل في حساب السرعة الزاوية.

## إنظر أيضا
- زخم زاوي
- سرعة زاوية
- غزل